# Джуліан Йоахім
Джуліан Йоахім (англ. Julian Joachim, нар. 20 вересня 1974, Пітерборо) — англійський футболіст, нападник.
Виступав, зокрема, за клуби «Лестер Сіті», «Астон Вілла» та «Ковентрі Сіті», а також молодіжну збірну Англії.

## Клубна кар'єра
Народився 20 вересня 1974 року в місті Пітерборо. Вихованець футбольної школи клубу «Лестер Сіті». Дорослу футбольну кар'єру розпочав 1992 року в основній команді того ж клубу, в якій провів чотири сезони, взявши участь у 99 матчах чемпіонату. Більшість часу, проведеного у складі «Лестер Сіті», був основним гравцем атакувальної ланки команди.
1996 року за 1,5 млн. фунтів перейшов до «Астон Вілли». Відіграв за команду з Бірмінгема наступні п'ять сезонів своєї ігрової кар'єри. Граючи у складі «Астон Вілли» також здебільшого виходив на поле в основному складі команди. За цей час виборов титул володаря Кубка Інтертото у 2001 році, а також зіграв у фіналі кубка Англії 2000 року.
2001 року уклав контракт з клубом «Ковентрі Сіті», у складі якого провів наступні три роки своєї кар'єри гравця, після чого став гравцем «Лідс Юнайтед». Але у складі нової команди Йоахім мав низьку результативність, забивши лише 2 голи у чемпіонаті, через що 2005 року був відданий в оренду в «Волсолл». В подальшому грав у складі нижчолігових команд «Бостон Юнайтед» та «Дарлінгтон», а з 2008 року став виступати за так звані «нелігові» команди — «Кінгс Лінн», «Турмастон Таун», «Куорн», «Гінклі Юнайтед», «Голбіч Юнайтед» та «Коалвілл Таун», де і завершив ігрову кар'єру у 2011 році. Втім 2013 року Джуліан вирішив повернутись на поле і знову став виступати за невеличкі аматорські команди Англії.

## Виступи за збірні
1993 року у складі юнацької збірної Англії (U-18) став переможцем домашнього юнацького чемпіонату Європи 1993 року. Загалом на юнацькому рівні взяв участь у 10 іграх.
У 1993 році у складі збірної Англії до 20 років взяв участь у молодіжному чемпіонаті світу з футболу в Австралії, де зіграв п'ять ігор та забив два голи, в тому числі і вирішальний у матчі за 3-тє місце проти Австралії (2:1), принісши своїй команді бронзові нагороди. Згодом залучався до складу молодіжної збірної Англії, за яку зіграв у 9 офіційних матчах, забив 1 гол.
Згодом Йоахім отримав виклик від збірної Сент-Вінсенту і Гренадин, однак через те, що він грав за Англію на рівні U-21, він не мав права грати за команду з Карибського басейну, про це було повідомлено федерацію у квітні 2000 року. В подальшому через зміну правил ФІФА, які тепер дозволяють гравцям міняти футбольне громадянство, якщо вони не грали за національну збірну, Йоахім отримав право дебютувати за збірну своєї історичної батьківщини, але так за неї і не зіграв..

## Титули і досягнення
- Володар Кубка Інтертото (1):

«Астон Вілла»: 2001
- Чемпіон Європи (U-18): 1993